# Elektrobuda

Elektrobuda, hrvatski glazbeni sastav iz Vinkovaca. 

## Povijest
Nastali su raspadom Majki i Kojota. Iz Kojota su bili pjevač Alen Marin i Bobo Grujičić
Nastupili su na prvom Rokaj Festu 2006. godine.